# توماس بالمر
توماس بالمر (بالإنجليزية: Thomas Palmer)‏ هو دراج أسترالي، ولد في 28 يونيو 1990 في واجا واجا في أستراليا.

## وصلات خارجية
- توماس بالمر على موقع أرشيف الدراجات (الإنجليزية)
- توماس بالمر على موقع إحصائيات الدراجات الإحترافية (الإنجليزية)
- توماس بالمر على موقع نسبة الدراجات (الإنجليزية)